# Сан Вито (Виченца)
Сан Вито (итал. San Vito) је насеље у Италији у округу Виченца, региону Венето.
Према процени из 2011. у насељу је живело 179 становника. Насеље се налази на надморској висини од 114 м.